# Elisa Cegani
Elisa Cegani (née le 11 juin 1911 à Turin, Piémont, Italie, et morte le 23 février 1996 à Rome, Latium, Italie) est une actrice italienne.

## Biographie
Elisa Cegani a tourné 60 films entre 1935 et 1983. Elle a parfois utilisé le pseudonyme d'Elisa Sandri. Mariée au réalisateur Alessandro Blasetti, elle a également joué au théâtre et tourné pour la télévision.

## Filmographie
- 1935 : Aldébaran d'Alessandro Blasetti : Nora Bandi
- 1936 : Ce n'est pas une chose sérieuse (Ma non è una cosa seria) de Mario Camerini : Gasperina
- 1936 : La Cavalerie héroïque (Cavalleria) de Goffredo Alessandrini - Speranza di Frassineto
- 1937 : Contessa di Parma d'Alessandro Blasetti
- 1938 : Ettore Fieramosca d'Alessandro Blasetti
- 1938 : Naples of Olden Times (en) (Napoli d'altri tempi) de Amleto Palermi
- 1938 : Retroscena d'Alessandro Blasetti
- 1941 : La Couronne de fer (La corona di ferro) d'Alessandro Blasetti : mère d'Elsa et Elsa
- 1942 : The Jester's Supper (en) (La cena delle beffe) d'Alessandro Blasetti
- 1942 : Gioco pericoloso (it) de Nunzio Malasomma
- 1942 : La Farce tragique (titre original : La cena delle beffe) d'Alessandro Blasetti
- 1943 : Harlem de Carmine Gallone
- 1943 : Gente dell'aria (it) de Esodo Pratelli
- 1945 : I dieci comandamenti de Giorgio Walter Chili
- 1945 : Sept femmes, sept destins (Nessuno torna indietro) d'Alessandro Blasetti : Silvia
- 1946 : Un jour dans la vie (Un giorno nella vita) d'Alessandro Blasetti : sœur Marie
- 1947 : Eleonora Duse de Filippo Walter Ratti
- 1949 : Fabiola d'Alessandro Blasetti : Sira
- 1950 : Le Château de verre de René Clément : Eléna
- 1952 : Heureuse Époque (Altri tempi - Zibaldone n. 1) d'Alessandro Blasetti
- 1952 : La Prisonnière de la tour de feu (Prigioniera della torre di fuoco) de Giorgio Walter Chili
- 1952 : Des gosses de riches (Fanciulle di lusso) de Bernard Vorhaus
- 1952 : Amour et Jalousie (La fiammata) d'Alessandro Blasetti
- 1952 : L'Ennemie (La nemica) de Giorgio Bianchi
- 1953 : Les Amants du péché (Amarti è il mio peccato) de Sergio Grieco
- 1953 : Les Passionnés (Canzone appassionata) de Giorgio Simonelli
- 1954 : La Maison du souvenir (Casa Ricordi) de Carmine Gallone : Giuseppina Strepponi
- 1954 : Quelques pas dans la vie (Tempi nostri) d'Alessandro Blasetti et Paul Paviot : Mme Lidia
- 1954 : Femmes libres (Una donna libera) de Vittorio Cottafavi
- 1954 : Quelques pas dans la vie (Tempi nostri - Zibaldone n. 2) d'Alessandro Blasetti
- 1954 : Disonorata (senza colpa) (it) de Giorgio Walter Chili
- 1954 : L'Affranchi (Nel gorgo del peccato) de Vittorio Cottafavi
- 1954 : Le Voiturier du Mont-Cenis (Il Vetturale del Moncenisio) de Guido Brignone
- 1955 : Graziella de Giorgio Bianchi
- 1955 : Nana de Christian-Jaque
- 1956 : La Chance d'être femme (La fortuna di essere donna) d'Alessandro Blasetti : Elena Sennetti
- 1956 : La Femme du jour (La donna del giorno) de Francesco Maselli
- 1957 : Amour et Commérages (Amore e chiacchiere) d'Alessandro Blasetti
- 1958 : Si le roi savait ça (Al servizio dell'imperatore) de Caro Canaille et Edoardo Anton
- 1959 : Adieu, ma chérie de Sergio Grieco
- 1960 : Vita col padre e con la madre (it) de Daniele D'Anza
- 1961 : Constantin le Grand (Costantino il grande) de Lionello De Felice
- 1961 : Il giudizio universale de Vittorio De Sica
- 1962 : La Nonne de Monza (La monaca di Monza) de Carmine Gallone : Sœur Angela
- 1962 : Miracle à Cupertino (The Reluctant Saint) d'Edward Dmytryk
- 1963 : Liolà d'Alessandro Blasetti
- 1963 : Jacob et Esaü (Giacobbe ed Esaù) de Mario Landi
- 1964 : Le Coq du village (Liolà) d'Alessandro Blasetti
- 1966 : Moi, moi, moi et les autres (Io, io, io... e gli altri) d'Alessandro Blasetti : la gouvernante de Peppino
- 1967 : Un killer per Sua Maestà de Federico Chentrens
- 1969 : Le Clan des Siciliens d'Henri Verneuil : l'épouse de Vittorio Manalese
- 1969 : Simón Bolívar d'Alessandro Blasetti
- 1973 : La Rose rouge (La rosa rossa) de Franco Giraldi
- 1976 : Languid Kisses, Wet Caresses (en) (Languidi baci... perfide carezze) d'Alfredo Angeli
- 1977 : Au-delà du bien et du mal (Al di là del bene e del male) de Liliana Cavani
- 1982 : Tomorrow We Dance (en) (Domani si balla!) de Maurizio Nichetti

Télévision
- 1962 : Escapade in Florence (TV) : Felicia
- 1967 : Questi nostri figli de Mario Landi